# Riziculture en Camargue
La riziculture en Camargue, connue dès le XIIIe siècle, a été développée par Henri IV. Après plusieurs tentatives au début du XXe siècle, la culture du riz a redémarré en 1942. Aujourd’hui, le produit emblématique en est le riz rouge de Camargue, résultant d’une mutation naturelle.

## Historique

### Premières tentatives

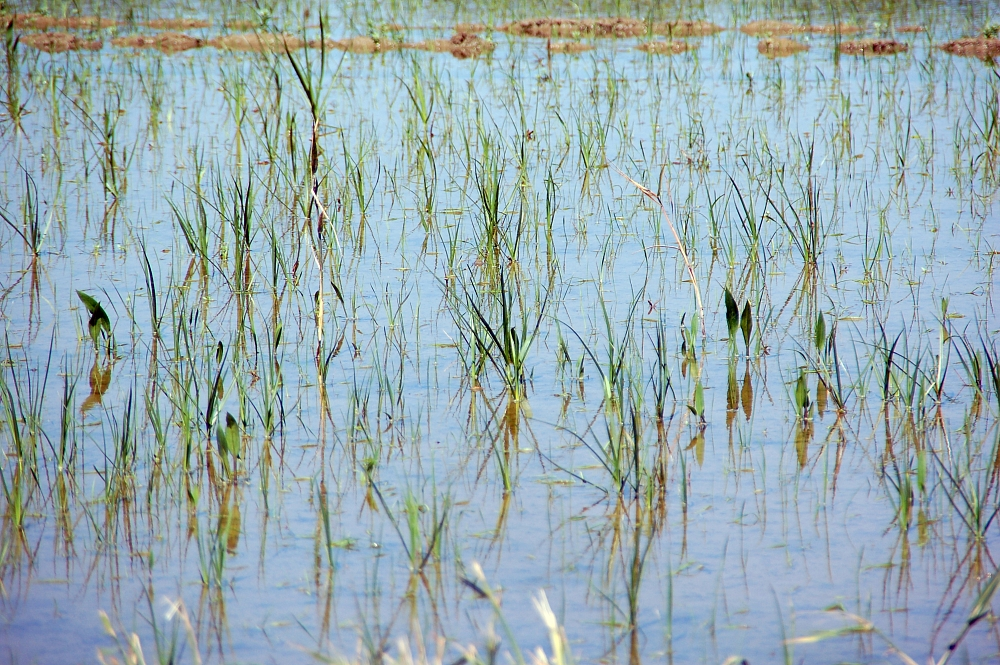
Rizière de Camargue à Aigues-Mortes.

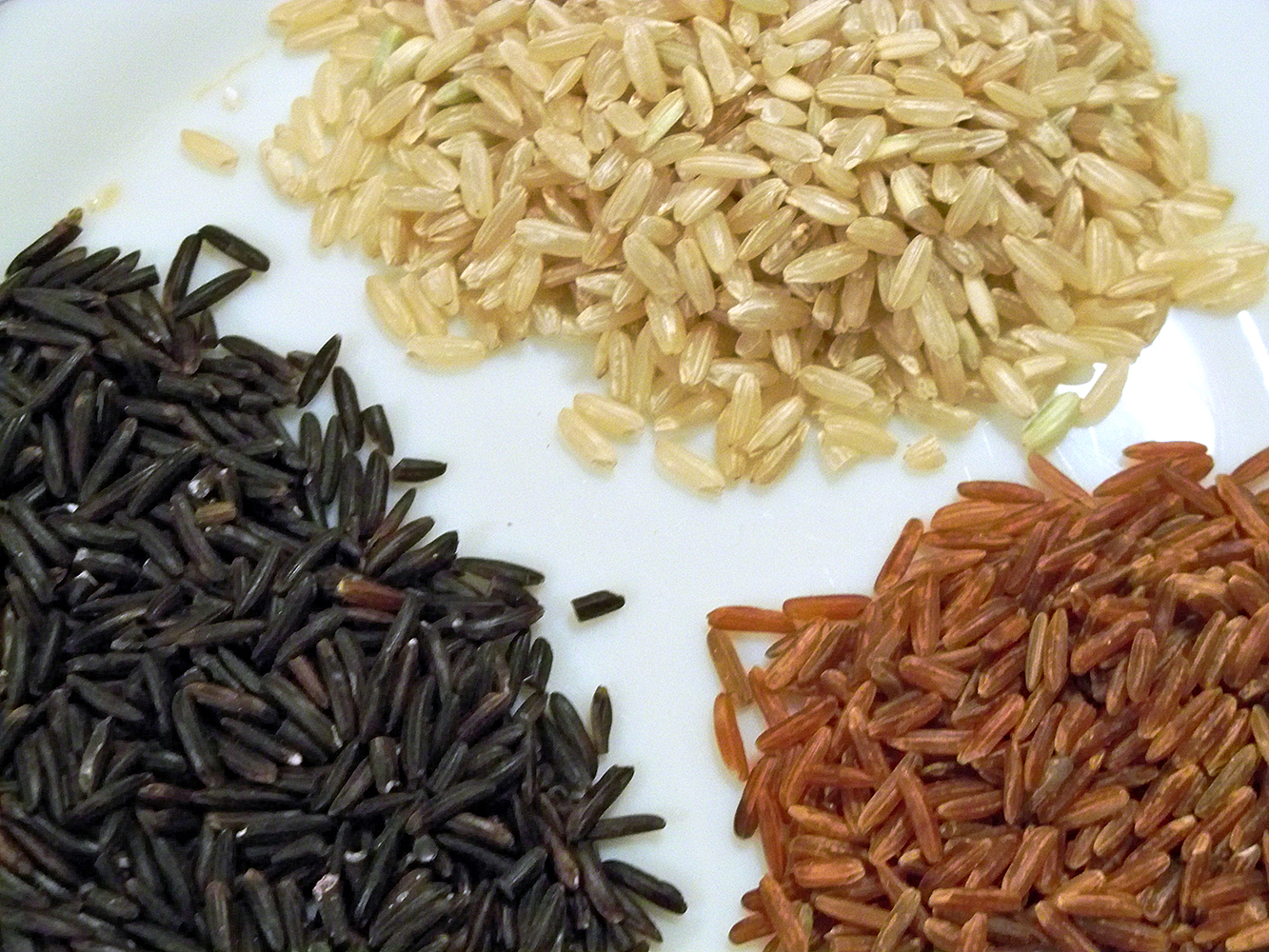
Variétés de riz de Camargue.

Du XIIIe siècle au XVIe siècle la riziculture ne cesse d’augmenter en Provence et surtout en Camargue. C’est à Henri IV que l’on doit la culture de riz en Camargue dès la fin du XVIe siècle, où il ordonna sa production, ainsi que celle de la canne à sucre et de la garance.
On disait alors que « le riz adoucissait et tempérait l'acreté du sang, reconstituait les étiques et pulmoniques ». Mais consommé chaud, il avait la réputation d'affaiblir la vue et de conduire à la cécité. 
Dans les années 1840, les rizières vont être très utiles pour absorber l’eau des grandes crues du Rhône qui est à proximité, ainsi que pour dessaler les terres,. Grâce à cela, les terres vont être utilisées pour la culture des vignes. Au début du XXe siècle, la riziculture couvrait en Camargue 800 hectares. Les agronomes avaient mis en exergue que la terre et le climat lui étaient très favorables, ce dernier étant en effet caractérisé par une amplitude thermique plutôt réduite. Entre 1840 et 1913, plusieurs centaines d'hectares de rizières sont enregistrés. À cette époque, le riz n'est pas récolté, ou alors pour servir de nourriture aux cochons. La dernière rizière de cette époque disparaît en 1939.
| Mois                                 | Janv | Fév | Mars | Avr | Mai | Juin | Juil | Août | Sept | Oct | Nov | Déc | Année |
| ------------------------------------ | ---- | --- | ---- | --- | --- | ---- | ---- | ---- | ---- | --- | --- | --- | ----- |
| Températures maximales moyennes (°C) | 11   | 12  | 16   | 18  | 23  | 27   | 31   | 30   | 26   | 20  | 14  | 11  | 20    |
| Températures minimales moyennes (°C) | 3    | 4   | 6    | 8   | 12  | 16   | 19   | 19   | 15   | 12  | 7   | 4   | 10,5  |
| Précipitations totales (mm)          | 56   | 33  | 23   | 49  | 36  | 31   | 27   | 34   | 66   | 70  | 58  | 41  | 524   |

### Extension dans la seconde moitié duXXesiècle
La riziculture connaît un développement important à partir de 1941, corrélé à une augmentation de la population du moustique Culex modestus, vecteur de la fièvre du Nil occidental.

#### Travailleurs indochinois (1942-1946)

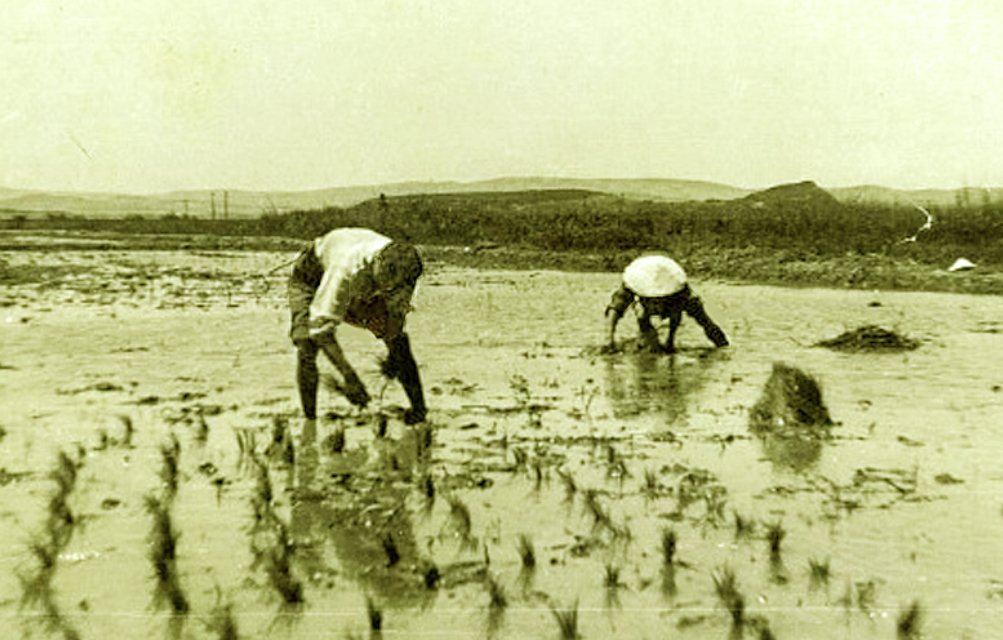
Ouvriers agricoles indochinois travaillant dans une rizière de Camargue (vers 1942-1946).

Entre octobre 1939 et mai 1940, l’État français fait venir 20 000 travailleurs indochinois dans les usines d’armement ; une petite partie est volontaire, mais la grande majorité est désignée par les chefs de village respectant les quotas imposés par le gouverneur. Ceux-ci ne touchent souvent aucun salaire. En 1941, craignant la pénurie alimentaire, Henri Maux décide de relancer la riziculture en Camargue : à partir de l'automne 1941, 125 personnes indochinoises y travaillent, dans les exploitations de Pierre du Lac ou Edmont Clauzel. L'accord entre l'État et les propriétaires est le suivant : l'État fournit la main-d'œuvre deux fois moins chère que les ouvriers agricoles italiens ou espagnols ainsi que les semences ; les propriétaires fournissent le terrain et vendent l'ensemble de la production au Ravitaillement général, à un prix fixé. La première récolte d'octobre 1942 est un succès (250 tonnes de paddy, soit 125 tonnes de riz consommable, pour 250 hectares de rizières), malgré l'immense travail que les sols, délaissés depuis des années, nécessitaient,. En 1943, les récoltes ont doublé et 500 hommes y travaillent ; une équipe de France Actualités réalise un reportage sur ces récoltes, diffusé dans les cinémas le 5 novembre 1943. Une partie de la production est vendue au marché noir par les propriétaires, où il s'échange dix fois le prix fixé par l'État. Malgré la fin de la guerre, la récolte de 1946 est encore le fait des travailleurs d'Indochine, où sont récoltées 1 900 tonnes de paddy pour 1 000 hectares de culture. Les derniers retournent dans leur pays en 1952.

#### Mécanisation
Il faut attendre l’endiguement du Rhône, qui a permis l’apport d’eau douce à la fin du XIXe siècle, puis le plan Marshall, qui a financé d’importantes infrastructures hydrauliques, pour voir apparaître une riziculture intensive. L’eau est pompée dans le Rhône puis envoyée dans de grands canaux vers quelques propriétés qui partagent les frais d’entretien. Elle est ensuite distribuée par d’innombrables petits canaux - les « porteaux » - aux rizières. Il est nécessaire d'utiliser de 30 000 à 50 000 m3 d'eau par hectare afin d’éviter les remontées de sel. Sans ce vaste réseau d’eau affecté à la riziculture, qui profite aussi aux étangs et aux marais, l'écosystème camarguais serait sans doute très différent en raison de la salinité importante des sols.
En 1958, les rizières s'étendaient sur 30 000 hectares, produisaient 141 000 tonnes de riz pour un rendement moyen de 10 quintaux à l'hectare[Combien ?]. Les riziculteurs, au nombre de 2 000, cultivaient des parcelles d'une moyenne de 25 hectares et pompaient, chaque année entre 900 000 et 1 200 000 m3 d'eau dans le Rhône. 
Au cours des années 1960, les riziculteurs commencèrent à mécaniser plantation et récolte. Sur 100 hectares cultivés, on comptabilisait une moyenne de quatorze tracteurs et de quatre moissonneuses-lieuses.
L'introduction de Chilo suppressalis en 1970 porte un coup à la riziculture camarguaise qui devient moins compétitive. Le minimum de surface exploitée est atteint avec 4 400 ha en 1981, année où est mis en place un plan de soutien.

## Production

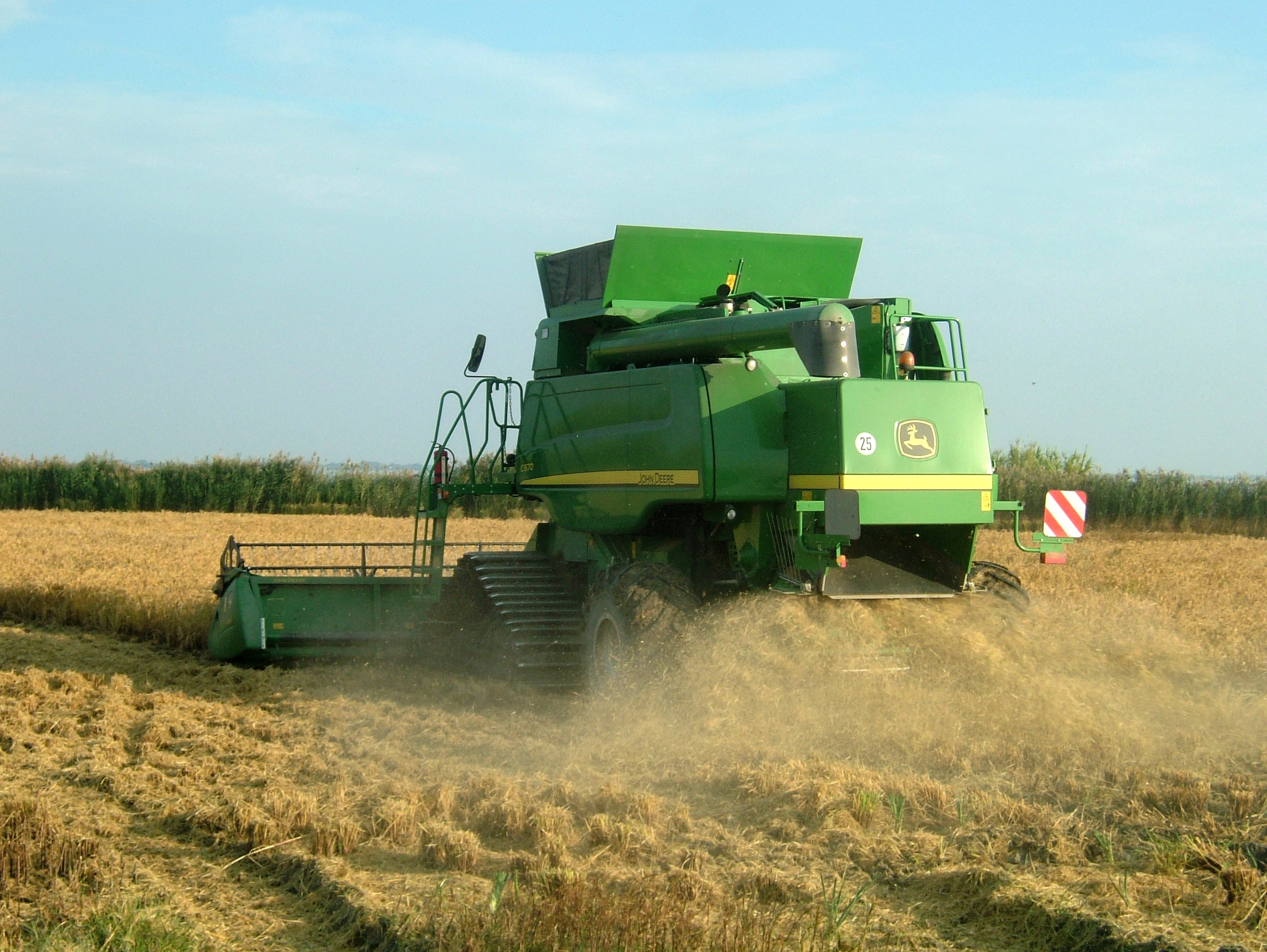
Récolte du riz en Camargue.

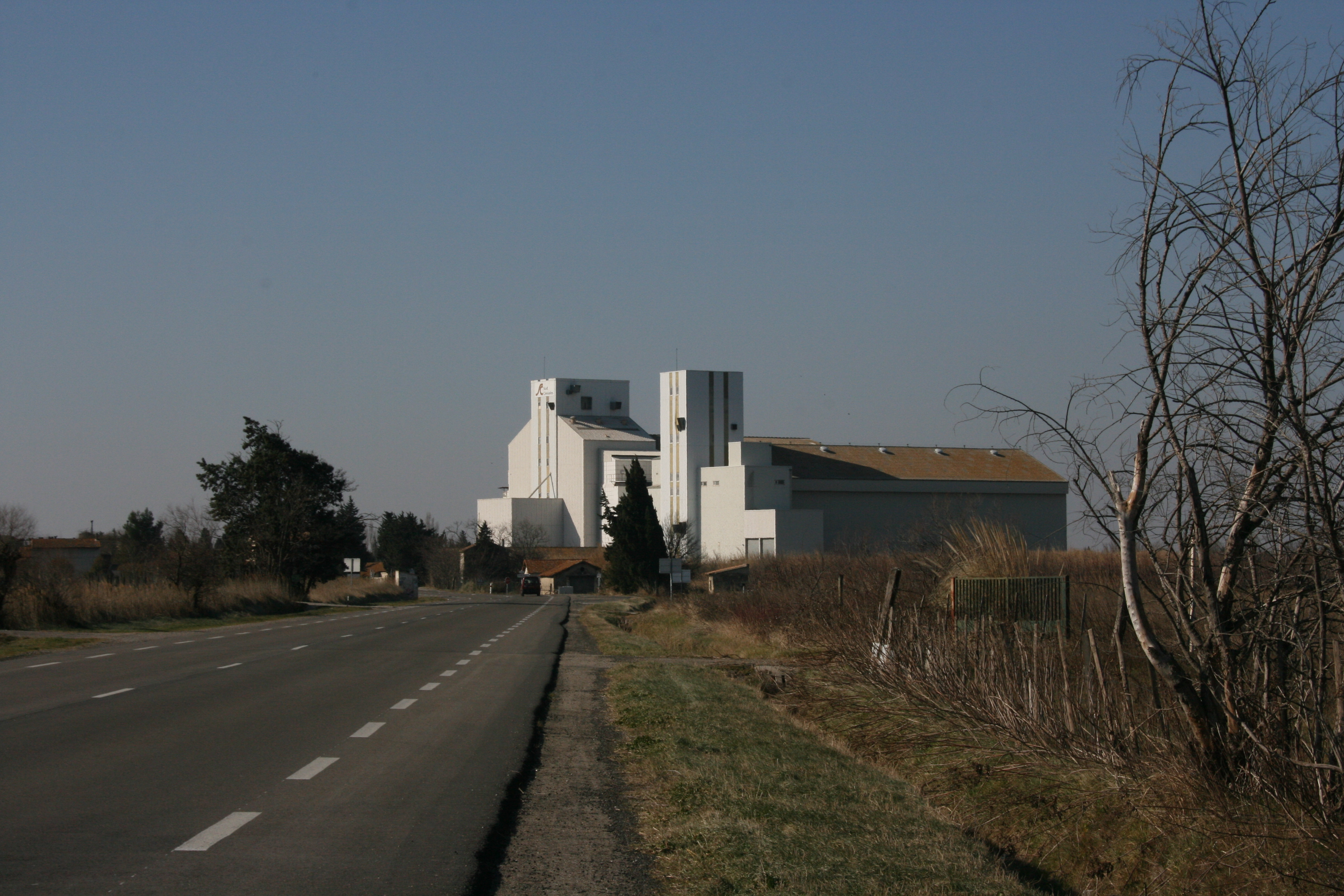
Usine Sud-Céréales, pour le conditionnement du riz, à l'entrée d'Arles.

En 2008, le riz était cultivé en Camargue sur 16 640 hectares avec une production de 98 176 tonnes de riz paddy (à l'état brut, non décortiqué). 
En 2010, 200 riziculteurs cultivent 21 200 hectares avec une production de 120 000 tonnes de riz paddy.
En 2014, à la suite de la baisse des subventions de la politique agricole commune, la culture du riz en Camargue régresse à 12 000 hectares et est menacée de disparition avec la cessation progressive des aides financières voulue par Bruxelles.

## Riz rouge

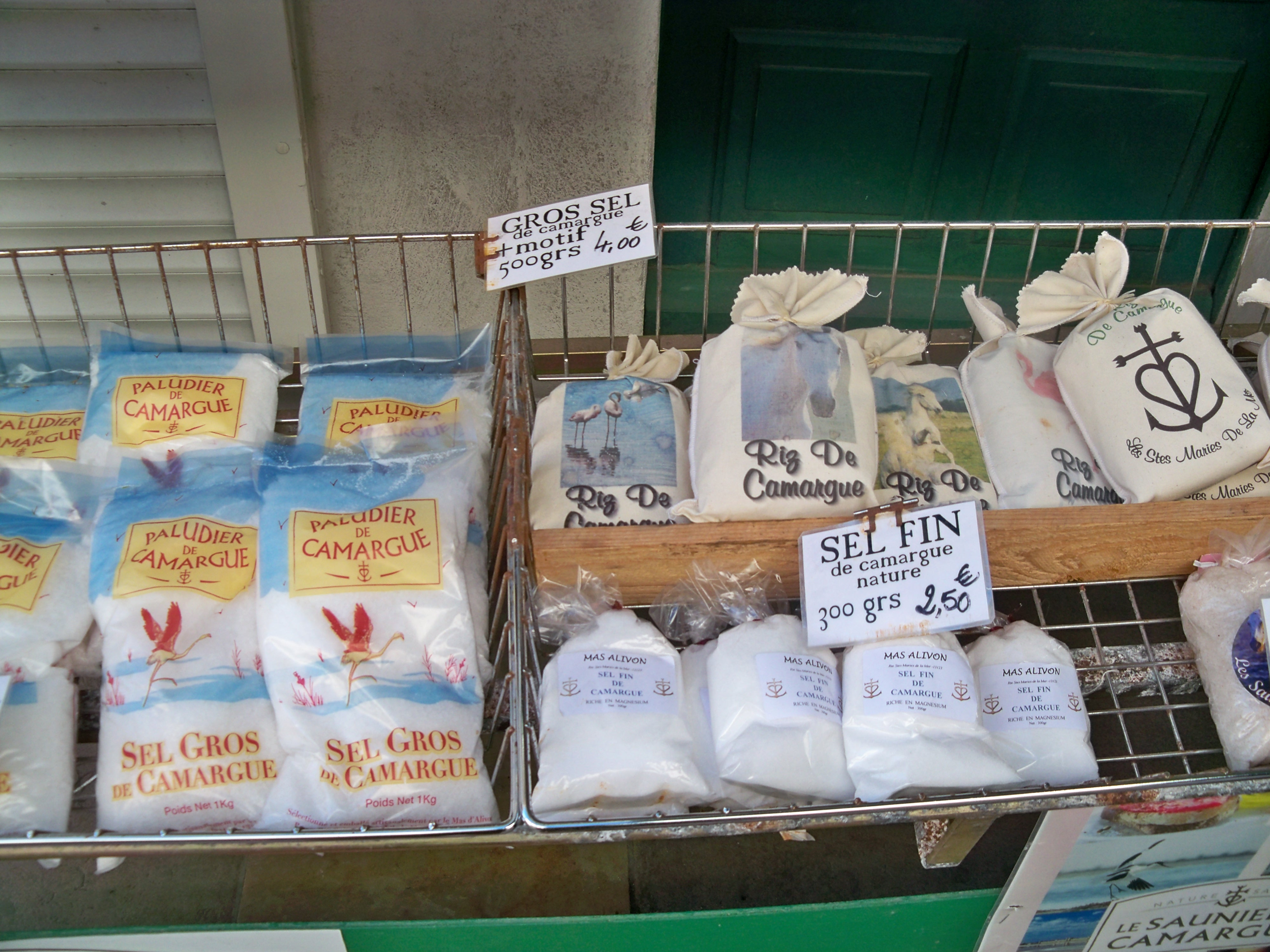
Sel et riz de Camargue.

Le riz rouge de Camargue est un riz complet dont le péricarpe est teinté par mutation naturelle d'un rouge foncé. Cultivé de façon biologique, il se récolte à pleine maturité pour que son goût subtil et sa texture particulière soient totalement préservés. Il est de plus séché naturellement sous les effets conjugués du soleil et du mistral.

## Riziculture biologique
En 2010, 30 exploitations, soit 5 % des surfaces sont cultivées en agriculture biologique. Les rendements moyens en riz paddy s'établissent à 4 t/ha avec une variabilité de 0,5 t à 8 t/ha, contre 5,7 t/ha (oscillant entre 2 et 10 t/ha), obtenus en riziculture conventionnelle.
La riziculture biologique peut se faire en parallèle avec l'élevage de canards utilisés pour le désherbage des rizières.

## Riz de Camargue

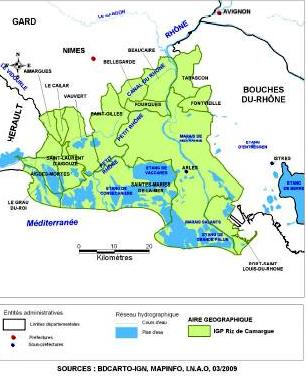
Riz de camargue - Carte IGP « Riz de Camargue ».

Le riz de Camargue bénéficie d'une indication géographique protégée (IGP) depuis 2000, qui apporte des garanties au consommateur.
L'indication géographique protégée est actuellement régie par le Cahier des charges IGP « Riz de Camargue », tel que déposé par le Syndicat des riziculteurs de France et Filière auprès de l'Institut national de l'origine et de la qualité (INAO) et par l'arrêté du 14 septembre 2011 portant homologation du cahier des charges de l'indication géographique protégée (IGP) « Riz de Camargue ».